# الختمية (خرطوم بحري)
هو حي سوداني أحد احياء بحري القديمة يقع الحي في الخرطوم بحري ولاية الخرطوم هو من الاحياء العريقة في الخرطوم بحري  كحي (الشعبية -المزاد- الدناقلة-الصبابي-وحلة حمد-حلة خوجلي-الاملاك والحلفايا)وغيرها من الاحياء العريقة في مدينة الخرطوم بحري، ويتكون الحي من ثلاث اجزاء الختمية شمال والختميه وسط والختمية جنوب.

## الموقع
غرب شارع الصناعات والمعروف بشارع الإنقاذ تحده جنوبا حديقة عبود وشمالا ميدان المولد بلقرب من مجمع الجمهور.

### أصل التسمية
يرجع إلى ظهور الطريقة الختمية في السودان.

## المناخ
تتراوح درجات الحرارة مابين 25درجة مئوية إلى 40 درجة مئوية في فصل الصيف من شهر ابريل ومابين 20 درجة مئوية إلى 30درجة مئوية في الفترة من شهر يوليو/حتى اكتوبر ومابين 15درجة مئوية إلى 20 درجة مئوية في فصل الشتاء من شهر نوفمبر حتى شهر مارس.

## التعليم
التعليم في السودان في تطور مستمر ومناهج التعليم السودانية تتطور حسب الحقب التاريخية فالتعليم قبل التركية والمهدية والحكم الثنائي في الفترة من 56-2004 كان هنالك كثير من التطور الذي صاحب مراحل التعليم السودانية المختلفة، تطور التعليم يسهل مطابقة المنهج للثورة التعليمية فا التعليم في السودان أصبح بي التقنيات الحديثه والمطوره حسب التقدم ويقطن الحي من المعلمين الاستاذ محمد ميرغني فهو معلم ومغني. التكنلوجي.